# Krávchenko (Gulkévichi, Krasnodar)
Krávchenko (del ruso: Кравченко) es un jútor del raión de Gulkévichi del krai de Krasnodar, en el sur de Rusia. Está situado en la orilla izquierda del río Kubán, 18 km al este de Gulkévichi y 157 km al este de Krasnodar, la capital del krai. Tenía 18 habitantes en 2010.
Pertenece al municipio Ventsy-Zariá.